# Xico (Estado de México)
Xico es una ciudad mexicana ubicada en el Estado de México, cabecera del municipio de Valle de Chalco Solidaridad. 

## Toponimia
Su nombre proviene del náhuatl, que significa «lugar en el ombligo».

## Geografía
Xico se localiza en el municipio de Valle de Chalco Solidaridad, al oriente de la capital mexicana. Está en las coordenadas 19°16′13″N 98°57′03″O / 19.27028, -98.95083, a una altitud promedio de 2234 metros sobre el nivel del mar (m s. n. m.).

### Clima
Xico, al igual que gran parte del Estado de México tiene un clima templado subhúmedo con lluvias en verano.
| Parámetros climáticos promedio de Xico, Valle de Chalco Solidaridad | Parámetros climáticos promedio de Xico, Valle de Chalco Solidaridad | Parámetros climáticos promedio de Xico, Valle de Chalco Solidaridad | Parámetros climáticos promedio de Xico, Valle de Chalco Solidaridad | Parámetros climáticos promedio de Xico, Valle de Chalco Solidaridad | Parámetros climáticos promedio de Xico, Valle de Chalco Solidaridad | Parámetros climáticos promedio de Xico, Valle de Chalco Solidaridad | Parámetros climáticos promedio de Xico, Valle de Chalco Solidaridad | Parámetros climáticos promedio de Xico, Valle de Chalco Solidaridad | Parámetros climáticos promedio de Xico, Valle de Chalco Solidaridad | Parámetros climáticos promedio de Xico, Valle de Chalco Solidaridad | Parámetros climáticos promedio de Xico, Valle de Chalco Solidaridad | Parámetros climáticos promedio de Xico, Valle de Chalco Solidaridad | Parámetros climáticos promedio de Xico, Valle de Chalco Solidaridad |
| Mes                                                                 | Ene.                                                                | Feb.                                                                | Mar.                                                                | Abr.                                                                | May.                                                                | Jun.                                                                | Jul.                                                                | Ago.                                                                | Sep.                                                                | Oct.                                                                | Nov.                                                                | Dic.                                                                | Anual                                                               |
| ------------------------------------------------------------------- | ------------------------------------------------------------------- | ------------------------------------------------------------------- | ------------------------------------------------------------------- | ------------------------------------------------------------------- | ------------------------------------------------------------------- | ------------------------------------------------------------------- | ------------------------------------------------------------------- | ------------------------------------------------------------------- | ------------------------------------------------------------------- | ------------------------------------------------------------------- | ------------------------------------------------------------------- | ------------------------------------------------------------------- | ------------------------------------------------------------------- |
| Temp. máx. abs. (°C)                                                | 29.0                                                                | 28.0                                                                | 37.0                                                                | 32.5                                                                | 34.0                                                                | 34.0                                                                | 33.0                                                                | 29.0                                                                | 28.0                                                                | 28.0                                                                | 28.0                                                                | 27.0                                                                | 37.0                                                                |
| Temp. máx. media (°C)                                               | 20.1                                                                | 21.4                                                                | 24.0                                                                | 25.5                                                                | 25.6                                                                | 23.8                                                                | 22.5                                                                | 22.4                                                                | 21.9                                                                | 21.4                                                                | 20.7                                                                | 20.5                                                                | 22.5                                                                |
| Temp. media (°C)                                                    | 10.9                                                                | 12.4                                                                | 15.1                                                                | 16.7                                                                | 17.3                                                                | 16.8                                                                | 15.9                                                                | 15.7                                                                | 15.4                                                                | 14.1                                                                | 12.2                                                                | 11.1                                                                | 14.5                                                                |
| Temp. mín. media (°C)                                               | 1.7                                                                 | 3.4                                                                 | 6.2                                                                 | 7.9                                                                 | 9.0                                                                 | 9.8                                                                 | 9.3                                                                 | 9.1                                                                 | 8.9                                                                 | 6.8                                                                 | 3.8                                                                 | 1.8                                                                 | 6.5                                                                 |
| Temp. mín. abs. (°C)                                                | -2.6                                                                | -3.7                                                                | 0.5                                                                 | 4.3                                                                 | 6.4                                                                 | 7.2                                                                 | 5.9                                                                 | 6.1                                                                 | 6.1                                                                 | 2.4                                                                 | -0.3                                                                | -2.0                                                                | -3.7                                                                |
| Precipitación total (mm)                                            | 9.6                                                                 | 6.8                                                                 | 11.0                                                                | 23.1                                                                | 46.7                                                                | 102.6                                                               | 127.2                                                               | 121.7                                                               | 93.4                                                                | 43.3                                                                | 6.5                                                                 | 4.8                                                                 | 596.7                                                               |
| Días de precipitaciones (≥ 1 mm)                                    | 1.6                                                                 | 1.7                                                                 | 2.5                                                                 | 5.3                                                                 | 9.8                                                                 | 16.2                                                                | 19.6                                                                | 19.3                                                                | 16.1                                                                | 7.7                                                                 | 1.8                                                                 | 1.2                                                                 | 102.8                                                               |
| Fuente: Servicio Meteorológico Nacional 26 de junio de 2022         |                                                                     |                                                                     |                                                                     |                                                                     |                                                                     |                                                                     |                                                                     |                                                                     |                                                                     |                                                                     |                                                                     |                                                                     |                                                                     |

## Demografía
De acuerdo al censo del año 2020, Xico tiene un total de 384,327 habitantes, 197,382 mujeres y 186,945 hombres.

### Viviendas
En Xico hay alrededor de 102,543 viviendas particulares habitadas, 102,089 disponen de energía eléctrica, 101,024 disponen de agua entubada, 101,350 tienen drenaje y 101,694 disponen de servicio sanitario.